# Nólsoy (miejscowość)
Nólsoy – wioska położona na wyspie o tej samej nazwie, znajdującej się w archipelagu Wysp Owczych. 

## Zatrudnienie
Osadę zamieszkuje obecnie (I 2015 r.) 218 mieszkańców, czyli wszyscy mieszkańcy wyspy. Ich głównymi zajęciami są rolnictwo i rybołówstwo. Część z nich pracuje także poza wyspą, w pobliskim w mieście Thorshavn. 

## Krótki opis
Ze stolicy archipelagu do wioski dostać się można za pomocą łodzi, podróż trwa około 20 minut. Wejście do portu ozdobione jest kośćmi kaszalota, dalej zaś widnieją typowe farerskie, kolorowe domki z drewna, stojące bardzo blisko siebie.

## Znane osoby
Osadę zamieszkiwało kilku ludzi, będących dla Farerczyków wizytówką ich kraju
- Ove Joensen – podróżnik, który przepłynął z Nólsoy do Kopenhagi łodzią wiosłową
- Poul Nolsøe – poeta

## Demografia
Według danych Urzędu Statystycznego (I 2015 r.) jest 42. co do wielkości miejscowością Wysp Owczych.